# エクススルゲ・ドミネ
エクススルゲ・ドミネ (Exsurge Domine) は、1520年に教皇レオ10世がマルティン・ルターに対して出した糾弾の文書である。

## 背景
マルティン・ルターは、95か条の提題を発表したことで、自身の思想を西欧キリスト教世界に広めることとなった。贖宥状販売の神学的根拠、教皇や教会伝統の無謬性などを否定したことから、レオ10世はルターに対して提題の撤回を要求した。

## 内容
レオ10世はルターの誤りを項目立てて説明する。
1.　新法の秘跡は障害を設けない者に赦しの恵みを与えるというのは異端的な意見だが、一般的な意見である。
2.　洗礼後の子供に罪が残っていることを否定することは、パウロとキリストの両方を軽んじることである。
3.　たとえ実際に罪がなくても、罪の発火源は、肉体を離れた魂が天国に入るのを遅らせる。
4.　不完全な慈愛は、死を目前にした者に大きな恐怖をもたらし、それだけで煉獄の罰をもたらし、王国に入る妨げとなる。
5.　懺悔には、悔い改め、告白、満足の3つの部分があるというのは、聖典にも、古代の神聖なキリスト教の博士たちにも根拠がない。
6.　悔恨とは、罪の重さ、その数、卑しさ、永遠の幸福の喪失、永遠の天罰の獲得について熟考することによって、魂の苦しみの中で自分の歳月を反省することであり、罪について議論し、収集し、嫌悪することによって獲得されるものである。
7.　これは最も真実味のあることわざであり、これまで述べてきた懺悔に関する教義はさらに注目に値する：「将来そうしないことが最高の懺悔であり、最高の懺悔は新しい人生である。」
8.　なぜなら、すべての大罪を知ることは不可能だからである。それゆえ、原始教会では、明白な大罪のみが告白された。
9.　すべての罪を例外なく告白したいと願う限り、私たちがしていることは、赦しを神の憐れみに委ねること以外の何ものでもない。
10.　司祭が罪を赦すとき、その人が赦されたと信じなければ、罪は誰にも赦されない。逆に、その人が赦されたと信じなければ、罪は残ったままになる。
11.　赦されるという安心感を得ることができるのは、決して自分の悔恨のためではなく、キリストの言葉のためである： 「あなたがたのゆるすものは、何でもゆるす。それゆえ、司祭の赦しを得たなら、確信を持って信じなさい、そして、赦されたと固く信じなさい、そうすれば、悔悛の情があろうとも、本当に赦されるのである。
12.　もし、告白した本人が不可能によって悔悛しておらず、司祭が真剣に赦さず、冗談のような態度で赦したとしても、本人が赦されたと信じるなら、その人は本当に赦されたことになる。
13.　懺悔と罪の赦しの秘跡において、教皇や司教は最下層の司祭以上のことはしない。実際、司祭がいないところでは、たとえ女性や子どもであっても、キリスト者であれば誰でも同じように行うことができる。
14.　誰も司祭に「悔いている」と答えてはならないし、司祭も尋ねてはならない。
15.　告白していること、大罪を自覚していないこと、祈りを先に送り、準備を整えていること、これらに頼って聖体の秘跡に近づく人々の誤りは大きい。しかし、もし彼らが恵みを得ると信じ、信頼するならば、この信仰だけが彼らを清く立派な者にするのである。
16.　教会は公会議において、信徒は両方の種族で交信すべきであり、両方の種族で交信するボヘミア人は異端ではなく、分裂主義者であると決定したようだ。
17.　教皇が免罪符を与える教会の宝は、キリストや聖人の功徳ではない。
18.　免罪符は信者の敬虔な詐欺であり、善行の免除である。それらは許されるものの数に含まれ、有利なものの数には含まれない。
19.　免罪符は、神の正義の目から見て実際に犯した罪による刑罰を免除するために、真に免罪符を得る者には何の役にも立たない。
20.　免罪符が有益であり、霊の実を結ぶのに役立つと信じている人々が誘惑されている。
21.　免罪符が必要なのは公的な犯罪の場合だけであり、過酷でせっかちな人々にのみ認められるものである。
22.　すなわち、死者およびこれから死ぬ者、病弱な者、正当に妨げられた者、罪を犯していない者、罪を犯したが公然の罪を犯していない者、より良いことに専念する者である。
23. 　破門は外形的な罰則に過ぎず、教会に共通する霊的な祈りを奪うものではない。
24.　クリスチャンは、破門を恐れるのではなく、むしろ破門を大切にするよう教えられなければならない。
25.　ペテロの後継者であるローマ教皇は、キリストご自身が祝福されたペテロにおいて制定された、全世界の諸教会を支配するキリストの代理人ではない。
26.　キリストがペテロに言った言葉である： 「あなたがたが地上に解き放つものは何であれ "などというキリストの言葉は、単にペテロ自身によって縛られたものだけに及んでいる。 」
27.　教会や教皇が信仰箇条を決定する権限を持たないことは確かであり、ましてや道徳や善行に関する法律についてはなおさらである。
28.　もし教皇が教会の大勢とともにそのように考えていたとしても、教皇に間違いはない。しかし、特に救いに必要でない事柄については、ある選択肢が公会議によって非難され、別の選択肢が承認されるまでは、それに反することを考えることは罪でも異端でもない。
29.　公会議の権威を弱め、公会議の行為に自由に反論し、公会議の決定を批判し、公会議によって承認されたものであれ、不承認のものであれ、真実と思われるものは何でも大胆に告白する道が、私たちのために開かれたのだ。
30.　コンスタンツ公会議で非難されたヨハネ・フスのいくつかの条項は、最もキリスト教的であり、完全に真実で福音的なものである。
31.　すべての善行において、正しい人は罪を犯す。
32.　非常にうまくやった良い仕事は、罪深い罪である。
33.　異端者が火刑に処せられることは、御霊の意思に反する。
34.　トルコ人と戦争することは、トルコ人を通して私たちの咎を罰する神に逆らうことだ。
35.　プライドという最も隠れた悪癖のせいで、自分が常に致命的な罪を犯していないとは誰も確信できない。
36.　罪の後の自由意志は権原だけの問題であり、自分の中にあるものを行う限り、人は大罪を犯す。
37.　煉獄は、正典にある聖典からは証明できない。
38.　煉獄にいる魂は、少なくともすべてではなく、救済を確信しているわけではない。また、いかなる論証によっても、聖書によっても、彼らが功徳を積む状態や慈愛を深める状態を超えていることは証明されていない。
39.　煉獄にいる魂は、安息を求め、罰を嫌う限り、間断なく罪を犯す。
40.　生きている者たちの嘆願によって煉獄から解き放たれた魂は、自分で満足を得た場合よりも幸福度が低い。
41.　聖職者や世俗の王侯は、乞食の金袋をすべて破壊しても悪いようにはしない。